# Murina ryukyuana
Murina ryukyuana is een vleermuis uit het geslacht Murina die voorkomt op het noordelijke deel (Yanbaru) van het Japanse eiland Okinawa. Deze soort is van slechts vijf exemplaren bekend. Hij behoort tot de M. aurata-groep binnen Murina.
Murina ryukyuana is een middelgrote soort voor de groep, maar de oren zijn relatief lang. Ongeveer een millimeter van de staart steekt uit het uropatagium, het membraan tussen de achterpoten. De vacht is lichtbruin. De kop-romplengte bedraagt 47 tot 52 mm, de staartlengte 37 tot 45 mm, de oorlengte 18 tot 19 m, de lengte van de tragus 10 tot 10,5 mm, de voorarmlengte 35,5 tot 37 mm, de tibialengte 18 tot 19,5 mm en de achtervoetlengte zonder klauwen 9 tot 9,5 mm en met klauwen 10,5 tot 11 mm.